# Jabłuniwka (obwód zakarpacki)
Jabłuniwka (ukr. Яблунівка) – wieś na Ukrainie, w obwodzie zakarpackim, w rejonie chuściańskim. W 2001 roku liczyła 1451 mieszkańców.